# Olešnice (okres Semily)
Obec Olešnice (zaujímá katastrální území Olešnice u Turnova) se nachází v okrese Semily v Libereckém kraji, v Českém ráji. Žije zde 221 obyvatel.

## Geografie
Obec se nachází ve členitém terénu. Jsou zde dvě větší vesnice, jižně Olešnice a severně na náhorní plošině Pohoří. Roztroušená zástavba jižně od Pohoří se nazývá Roudný a severně od Pohoří je Podpohoří. Území obce na jihu spadá k říčce Žehrovce, na jejímž protilehlém břehu k Olešnici patří ještě osada Mlýnice (ta se nachází v blízkosti Skokov, které již patří k obci Žďár a Středočeskému kraji). Na východě s obcí sousedí turnovská část Mašov, obce Kacanovy a Vyskeř, na severu obec Modřišice, ze západní strany Všeň.
V severní části území obce se nachází kopcovitý les s pískovcovými skalami, ze Všeně směrem k Valdštejnu tu prochází přes zříceninu Chlum-Kozlov turistická žlutě značená trasa, ze které odbočuje zelená značka směřující přes Pohoří kolem Olešnice ke Kacanovům. Po hřebeni Pohoří vede ze Všeně do Kacanov cyklistická trasa č. 4012, značená zeleným pásovým značením. Z Kacanov kolem jižního okraje vsi Olešnice přes Mlýnici a Žehrov vede modře značená cyklotrasa č. 4009.
Přes Pohoří i Olešnici prochází serpentinami a oklikou silnice z Kacanov do Všeně. V Olešnici z ní odbočuje silnice na Vyskeř a z ní také silnička přes Mlýnici do Skokov a Žehrova. Ze silnic odbočuje několik cest do dalších míst. V Olešnici má zastávku autobusová linka z Turnova přes Všeň na Vyskeř. V letní sezóně sem v některých dnech zajíždí i linka turistického cyklobusu. Do Pohoří žádná autobusová linka nejezdí, od nejbližších zastávek autobusu je Pohoří vzdáleno necelé dva kilometry několika směry.

## Historie
První písemná zmínka o obci pochází z roku 1318, další pak z roku 1393.

## Vývoj počtu obyvatel a domů
Dle sčítání duší všeňského farního obvodu v roce 1723 žilo v Olešnici 122, na Pohoři 57 a v Mlýnici 12 obyvatel, celkem tedy 191 lidí na katastru současné Olešnice.
V soupisu poddaných Hruboskalského panství v roce 1783 je uváděno v Olešnici a na Pohoři již 293 obyvatel.
Další přehled je z dat ČSÚ počínaje rokem 1869 .
| Počet obyvatel | Počet obyvatel | 1869 | 1880 | 1890 | 1900 | 1910 | 1921 | 1930 | 1950 | 1961 | 1970 | 1980 | 1991 | 2001 | 2011 |
| -------------- | -------------- | ---- | ---- | ---- | ---- | ---- | ---- | ---- | ---- | ---- | ---- | ---- | ---- | ---- | ---- |
| Olešnice       |                | 462  | 443  | 457  | 474  | 452  | 437  | 433  | 304  | 314  | 268  | 219  | 183  | 179  | 174  |
| 1.             | Olešnice       | 295  | 276  | 290  | 298  | 282  | 287  | 292  | 199  | 218  | 264  | 158  | 126  | 141  | 139  |
| 2.             | Pohoří         | 167  | 167  | 167  | 176  | 170  | 150  | 141  | 105  | 96   | 4    | 61   | 57   | 38   | 35   |
| Počet domů     | Počet domů     | 1869 | 1880 | 1890 | 1900 | 1910 | 1921 | 1930 | 1950 | 1961 | 1970 | 1980 | 1991 | 2001 | 2011 |
| Olešnice       |                | 68   | 77   | 83   | 84   | 83   | 83   | 92   | 94   | 87   | 82   | 74   | 94   | 98   | 106  |
| 1.             | Olešnice       | 40   | 49   | 51   | 52   | 51   | 52   | 58   | 61   | 87   | 81   | 51   | 54   | 71   | 79   |
| 2.             | Pohoří         | 28   | 28   | 32   | 32   | 32   | 31   | 34   | 33   |      | 1    | 23   | 40   | 27   | 27   |

## Pamětihodnosti
- Zřícenina hradu Chlum-Kozlov
- Budova Národní školy z roku 1906
- Barokní socha Panny Marie Bozkovské
- Usedlost čp. 16
- Přírodní památka Vústra
- Pavlínin dub u Mlýnice, památný dub letní v osadě Mlýnice (50°31′57,6″ s. š., 15°7′12″ v. d.)

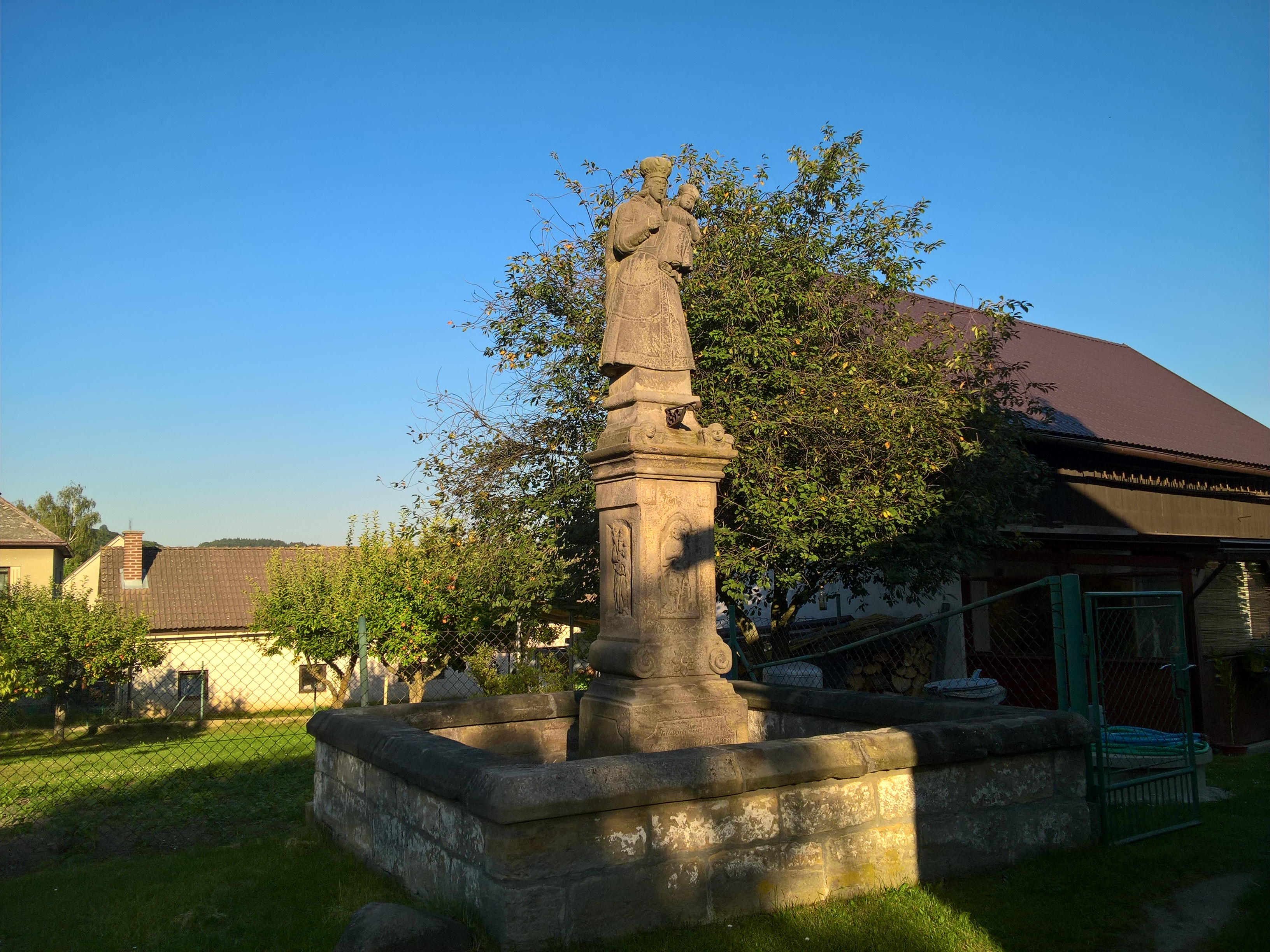
P. Marie Bozkovská
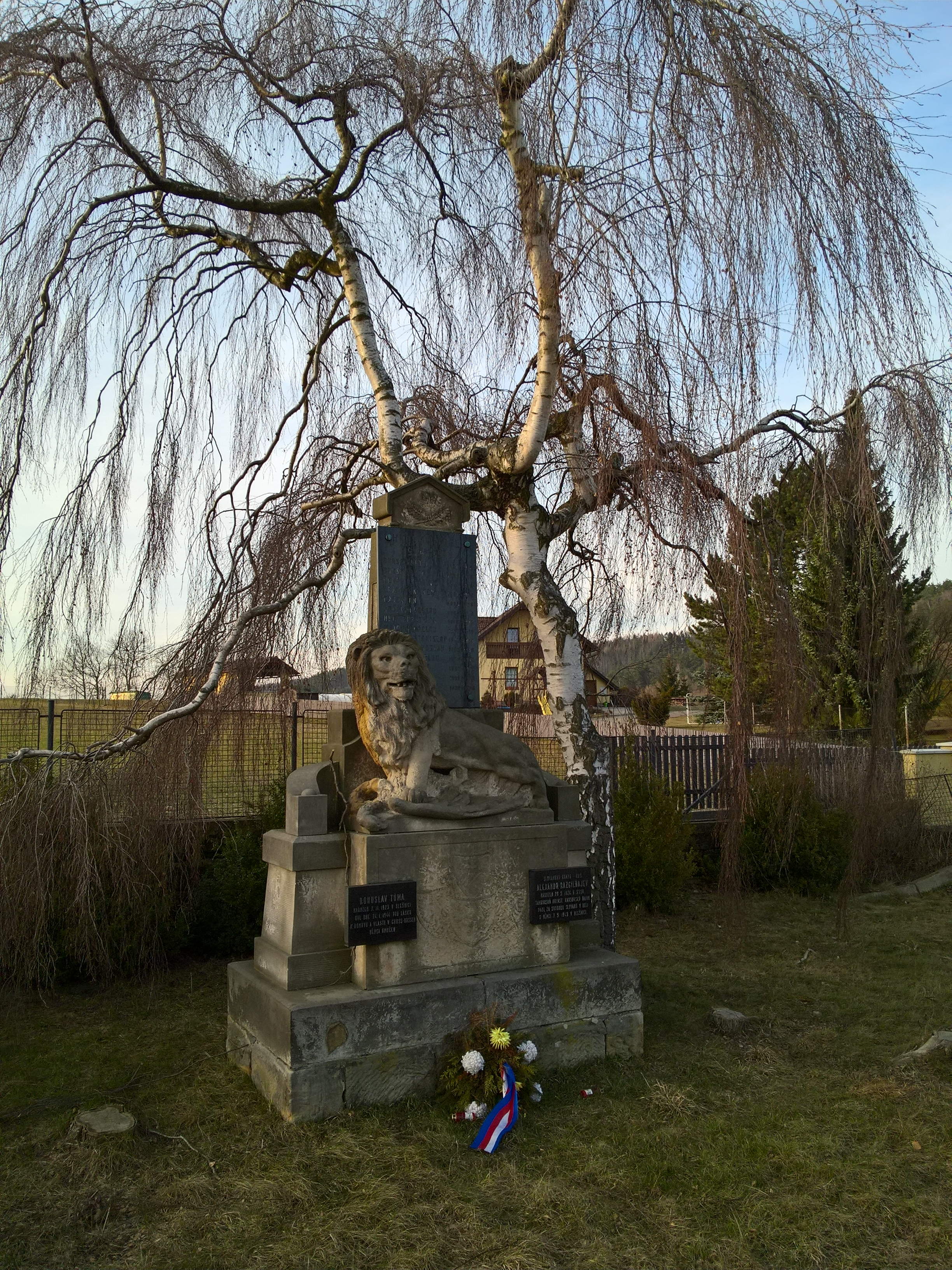
Podmník padlým
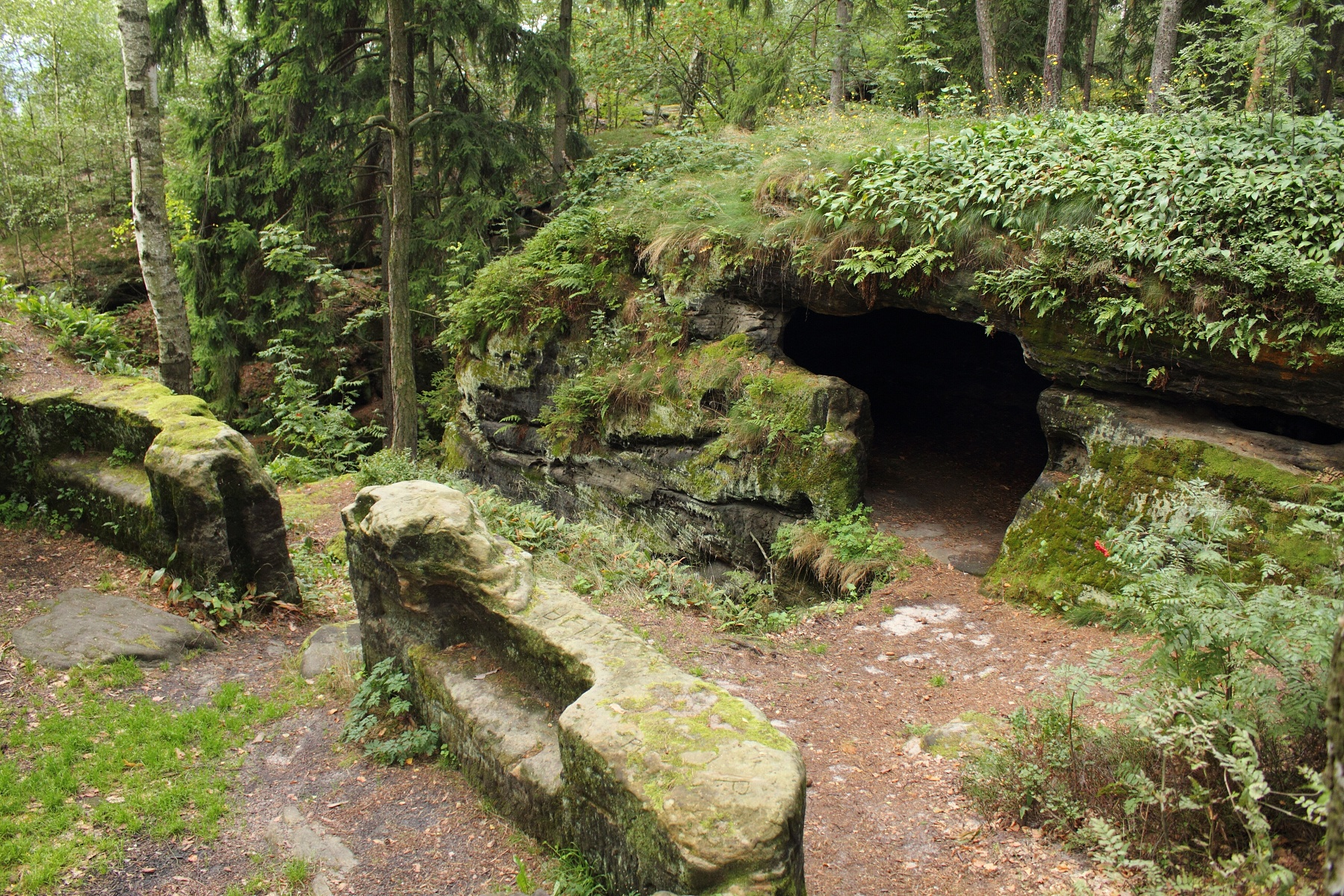
Chlum-Kozlov
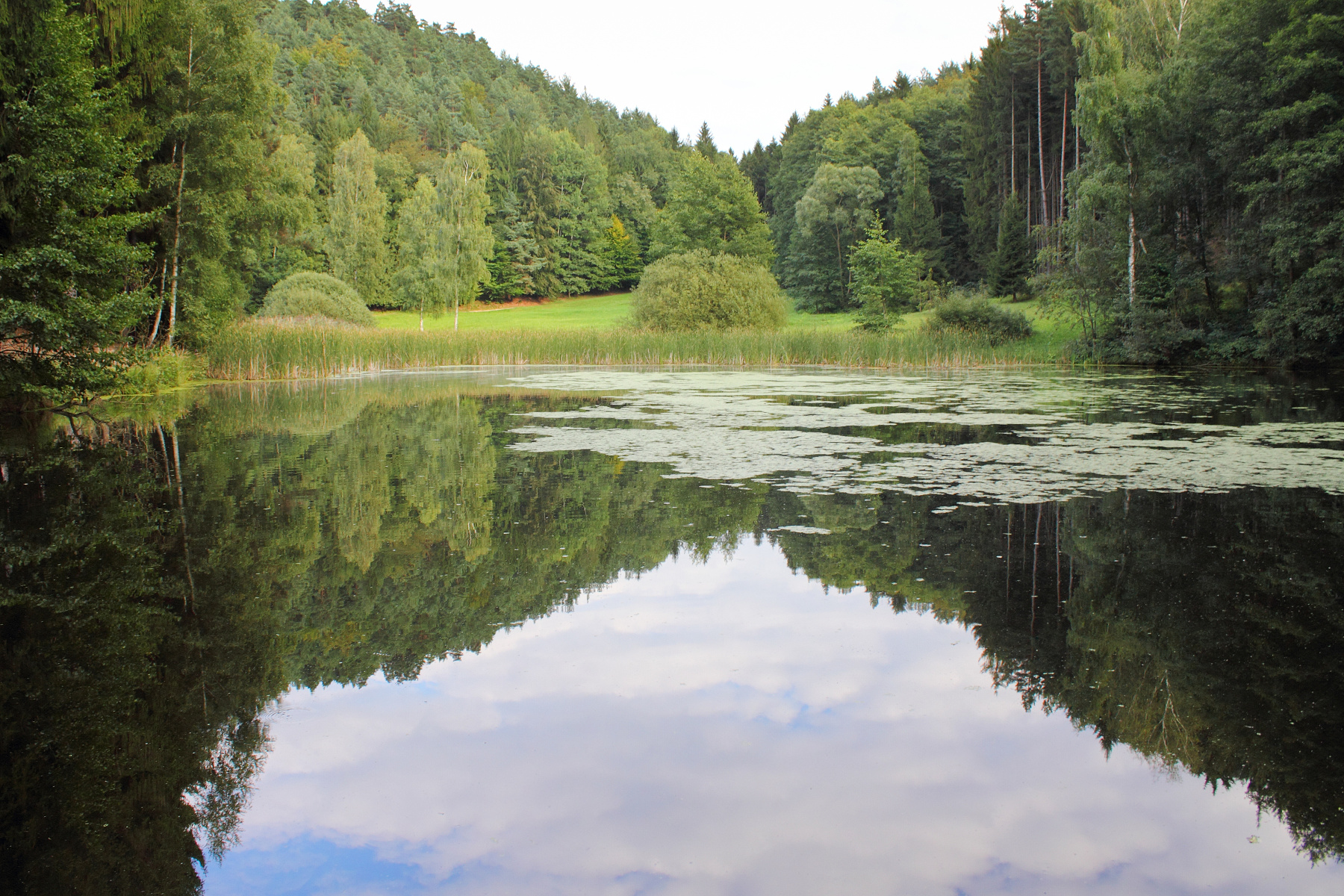
PP Vústra
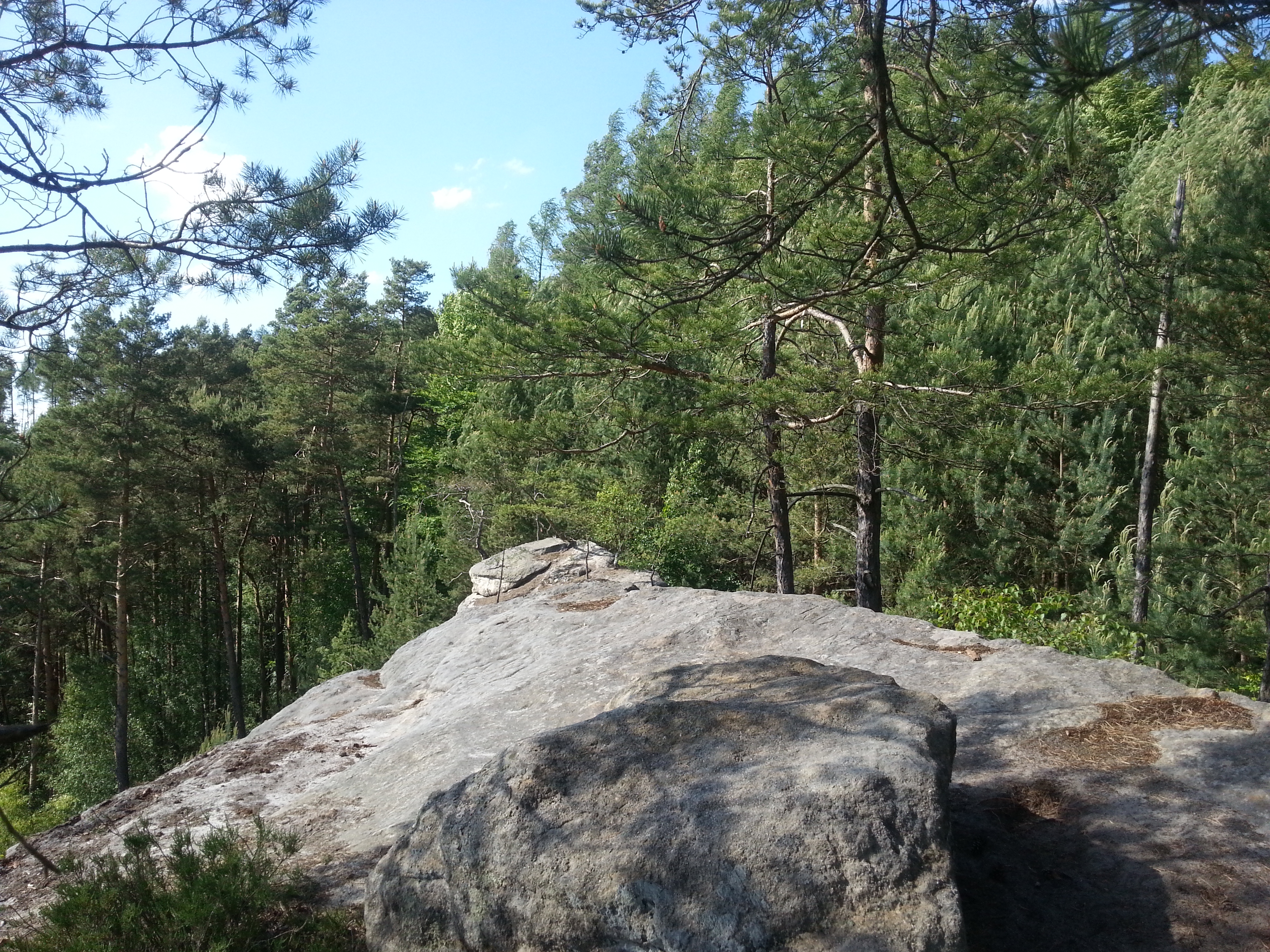
Vyhlídka na Bezděz
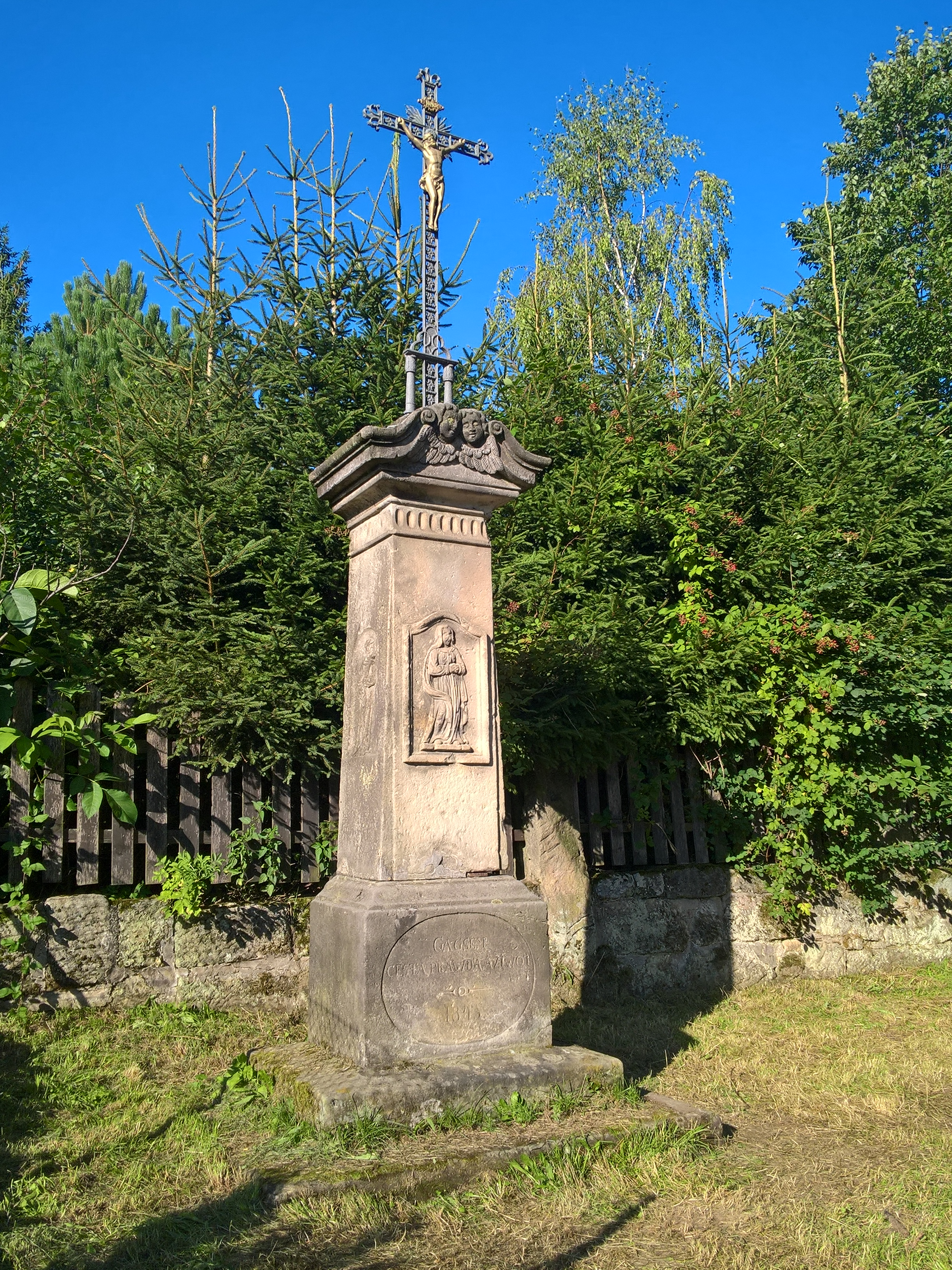
Kříž na Pohoři

## Části obce
- Olešnice
- Pohoří

## Osobnosti
- Karel Drbohlav (1913–2000), válečný letec[5]
- Adam Sebastian Helcelet (* 1991), český atletický vícebojař